# 최준영 (성우)
최준영(1970년6월 10일 ~ )은 대한민국의 성우이며 1995년 투니버스 1기 공채 성우로 데뷔했다.

## 출연 작품

### 애니메이션
- 작은 눈의 요정 슈가 (투니버스) - 루키노
- 전설의 마법 쿠루쿠루 (투니버스) - 북북영감
- 선계전 봉신연의 (투니버스) - 주왕
- 트리니티 블러드 (투니버스) - 쉴레이만 티그리스
- 신의 괴도 잔느 (투니버스) - 한창수
- 환상게임 (투니버스) - 유항 / 유두
- 블리치 (투니버스) - 돈 칸온지 / 이바
- GO GO 다섯쌍둥이 (투니버스) - 아빠
- 건 스미스 캣츠 (투니버스) - 빌 콜린스
- 건퍼레이드 마치 (애니맥스) - 사카우에 히사오미
- 구름의 저편,약속의 장소 (애니맥스) - 오카베
- 근육맨 2세 (투니버스) - 선샤인 / 물개맨
- 출동! 12레인저 (투니버스) - 떵이 / 사천왕 1호 자켈
- 냉장고 나라 코코몽 (투니버스) - 두콩
- 더 파이팅 (투니버스) - 황비
- 레카 삼국지 (MBC) - 하후돈/주유/장각
- 록맨 에그제 (투니버스) - 알렉스
  - 록맨 에그제 스트림 (투니버스) - 알렉스/거츠맨
  - 록맨 에그제 엑서스 (투니버스) - 알렉스/컬러맨
- 메이저 3기 (투니버스) - 최요섭
- 미이라왕 투탕 (투니버스) - 룩소르
- 보노보노 (투니버스) - 멍멍이네 아빠
- 뷰티풀 조 (투니버스) - 찰스 3세
- 우주인 타로 (투니버스) - 교장 선생님
- 달려라 이다텐 (투니버스) - 요요
- 파푸아 (투니버스) - 소지 / 챠피
- 학원 앨리스 (투니버스) - 진노 선생님
- 나루토 질풍전 (투니버스) - 야마토
- 무지개요정 통통 (KBS) - 하인일
- 미래전사 런딤 (MBC)
- 페콜라 (MBC) - 뭉쿠
- 일지매 (SBS) - 가마꾼
- 붐이담이 부릉부릉 (MBC) - 불퉁카
- 미래전사 런딤 (MBC)
- 빨간모자의 진실 (MBC) - 토미
- 안녕 자두야 (SBS) - 최호돌
  - 안녕 자두야 스페셜 (투니버스) - 왕
- 여기는 공원 앞 파출소 (투니버스) - 테라이
- 발명왕 트레이시 (MBC 무비스) - 쉐머스
- 오스카 오케스트라 (투니버스) - 에릭
- 파딩숲 친구들의 모험 (투니버스) - 두꺼비
- 호리 (투니버스) - 까마귀
- 프란체스코의 아름다운 세상 (투니버스) - 파울로
- 물지 않는 다큘라 백작 (투니버스) - 자아토슬라브
- 뽀빠이 (투니버스) - 윔피
- 우주에서 온 모자코 (투니버스) - 컴돌
- 엄지공주의 모험 (투니버스)
- 신데렐라 (투니버스) - 왕자
- 구름의 저편 - 약속의 장소 (애니박스) - 오카베 / 의사
- 케빈이 잠든 사이에 (투니버스) - 우산
- 버드나무 사이로 부는 바람 (투니버스)
- 오토바이 특공대 (투니버스)
- 빌리의 대모험 (투니버스) - 서멀리
- 총몽 (투니버스)
- 아깨비의 과학여행 (KBS)
- 영원의 나라 게쉬탈트 (투니버스) - 주피
- 천방지축 이나탁구부 (투니버스) - 치이몽
- 초인 로크 - 신세기 블루스 (투니버스) - 우모스
- 더티페어 FLASH (투니버스)
- 캡틴 날개 (스페이스툰) - 한날개 아빠
- 오프사이드 (스페이스툰) - 이한제
- 명탐정 코난 (투니버스) - 반장
- 은혼 (투니버스) - 긴야
- 슬레이어즈 TRY (투니버스) - 지라스
- 무적왕 트라이제논 (투니버스) - 집사
- 최유기 리로드 (투니버스) - 종룡
- 날아라 호빵맨 (투니버스) - 벌
- 괴담 레스토랑 (투니버스) - 아빠 / 외눈 셰프 / 남자 담임 / 편의점 점원
- 쾌걸 조로리 (투니버스) - 시종 / 남자1
- 레이브 (투니버스) - 데몬카드2 / 딜러
- 탐정학원 Q (투니버스) - 시노다 히토시
- 사무라이 참프루 (투니버스) - 사이가쿠
- 몬스터 (투니버스) - 카알
- 메르헤븐 (투니버스) - 남자1
- 드래곤볼GT (투니버스) - Dr.뮤
- 아가사 크리스티의 명탐정 포와로와 마플 (투니버스) - 미러 경감
- 조이드 (투니버스) - 롯소 / 신부 / 비피 / 장로 / 병사
- 까이유의 이야기 나라 (투니버스) - 할아버지
- 여신전사 (투니버스)
- 오즈 (투니버스) - 네이트 오티스 하사
- 바벨 2세 (투니버스) - 그리핀
- 내 사랑 유미 (투니버스) - 왕대포
- 자이언트 로보 (투니버스) - 황신 / 십상시
- 오거스 02 (투니버스) - 페리온
- 으랏차차 삼총사 (투니버스) - 부마
- 상상꾸러기 모나 (투니버스) - 교장선생님
- 전쟁과 축구 (투니버스) - 레이시
- 자니 브라보 (투니버스)
- 시끌벅적 토마토 트윈스 (투니버스) - 아빠
- 떴다! 방울이 (투니버스) - 부르
- 건방진 천사 (퀴니)
- 원피스 (투니버스) - 장교
- 클로버 4/3 (네오필름) - 도토리
- 신비아파트 고스트볼 더블X: 수상한 의뢰 - 장산범, 한문선생님

### 애니메이션 영화
- 나루토 질풍전 극장판 - 블러드 프리즌 (투니버스) - 야마토 / 축
- 나루토 질풍전 극장판(인연) - 숙명의 재회 (투니버스) - 야마토

### 외화
- 33분 탐정 (투니버스) - 마르코
- 파워레인저 SPD (투니버스) - 테츠(SP브레이크)

### 게임
- 소녀 마법사 파르페 - 사케마스, 페르, 필립스 왕자
- 007 제임스 본드: 퀀텀 오브 솔러스 - 라디오 리포터, 용병 등
- 로망레느
- 제노에이지
- 에이지 오브 코난
- 헤일로2(XBOX)
- 헤일로3(XBOX 360)
- 액션로망 범피 트롯(PS2)
- 진삼국무쌍4 - 좌자 / 유선
- 아머드 코어3(PS2)
- 테일즈 오브 데스티니2(PS2) - 익티노스
- 반숙영웅 VS 3D(PS2)

### 인터넷 애니메이션
- 으쌰으쌰 우비소년 - 뻥도사, 엘비수, 오타군, 빠다킹, 뭘더